# Diaceratherium
Il diaceraterio (gen. Diaceratherium) è un mammifero perissodattilo appartenente ai rinoceronti. Visse tra l'Oligocene superiore e il Miocene inferiore (circa 25 - 20 milioni di anni fa) e i suoi resti fossili sono stati ritrovati in Europa occidentale (e forse in Thailandia).

## Descrizione
Questo rinoceronte era abbastanza diverso dalle forme attuali. Il corpo era più robusto e massiccio, mentre le zampe erano estremamente corte e solide. Le dimensioni erano notevoli: alto circa 1,2 metri, Diaceratherium poteva raggiungere i 3,5 metri di lunghezza e pesava forse una tonnellata e mezza. Il cranio era corto e possedeva una piccola protuberanza divisa in due sulle ossa nasali, a suggerire la presenza di un piccolo corno (o forse di due piccoli corni). I molari erano a corona alta.

## Classificazione
Diaceratherium è un tipico rappresentante dei teleoceratini, una linea evolutiva di rinoceronti dallo stile di vita anfibio e dalle forme pesanti. Tra questi, Diaceratherium rappresenta uno dei più antichi e primitivi, insieme all'analogo Brachydiceratherium e al più piccolo Prosantorhinus.

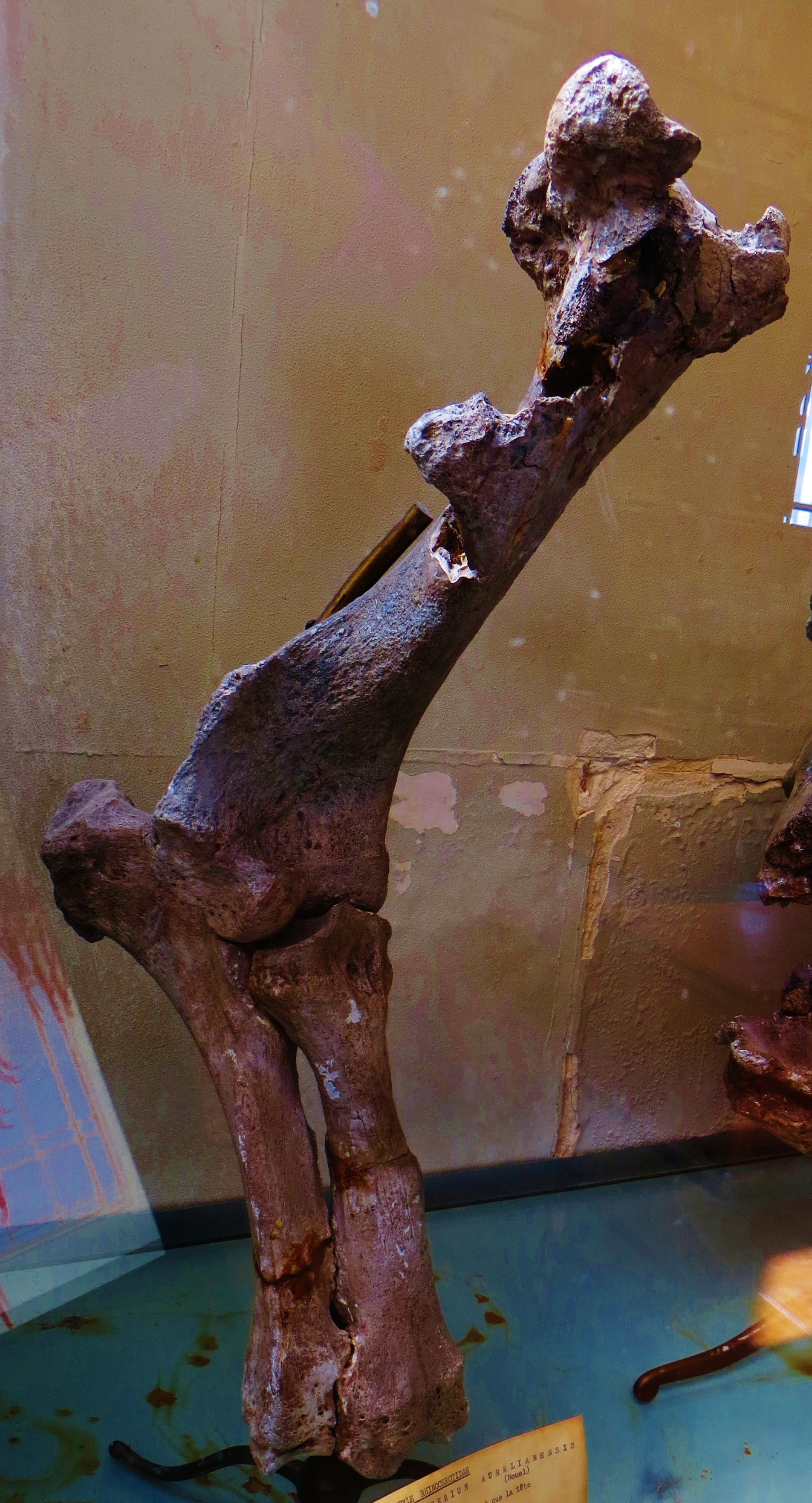
Zampa anteriore di Diaceratherium aurelianense

La classificazione di questo animale non è chiara: al genere Diaceratherium sono state attribuite numerose specie, ma alcune di esse sono state assegnate anche ad altri generi di rinoceronti simili, come Brachydiceratherium e Brachypotherium.
Sembra che la prima specie ad apparire sia stata Diaceratherium lamilloquense, dell'Oligocene superiore francese, anche se resti attribuiti a Diaceratherium, trovati in livelli leggermente più antichi in Thailandia, potrebbero far supporre un'origine asiatica di questa linea evolutiva (Marivaux et al., 2004). All'inizio del Miocene il genere si diversificò con numerose specie (ad esempio D. asphaltense e D. tomerdingense) in tutta l'Europa occidentale e centrale, mentre la specie D. lemanense (conosciuta fin dall'Oligocene) è probabilmente attribuibile a un altro genere più basale, Brachydiceratherium. Sempre nel corso del Miocene inferiore Diaceratherium si diversificò ulteriormente, con specie come D. aginense e D. aurelianense. Alla fine del Miocene inferiore solo la specie D. aurelianense era ancora diffusa, e venne infine rimpiazzata da rinoceronti più specializzati del genere Brachypotherium (alla quale era precedentemente attribuita, come la specie D. brachypus).

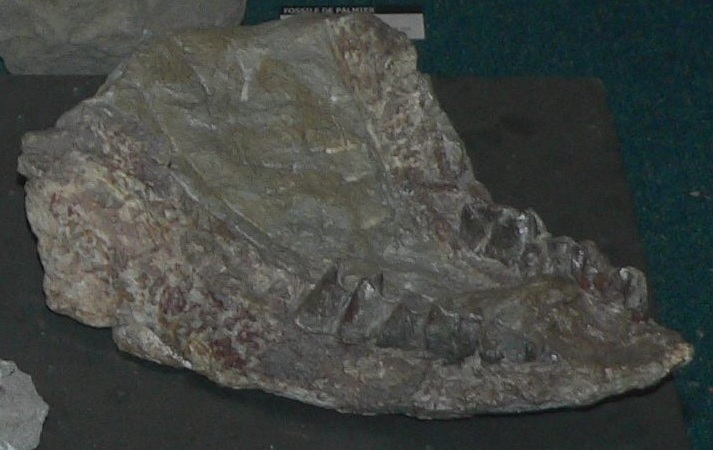
Mandibola di Diaceratherium aginense

## Paleoecologia
Come tutti i teleoceratini, anche Diaceratherium era adattato a una vita semiacquatica, forse simile a quella degli odierni ippopotami. È probabile che, come il suo simile Prosantorhinus, anche Diaceratherium passasse la maggior parte del tempo nei pressi di ambienti palustri, brucando vegetazione acquatica e tenera.